# La Brillanne
La Brillanne là một xã ở tỉnh Alpes-de-Haute-Provence, vùng Provence-Alpes-Côte d'Azur ở đông nam nước Pháp.
Ở Pháp, người dân ở đây được gọi là Brillannais.

## Dân số
| 1962 | 1968 | 1975 | 1982 | 1990 | 1999 |
| ---- | ---- | ---- | ---- | ---- | ---- |
| 492  | 521  | 591  | 573  | 649  | 765  |